# Vladimír Mikulka
Vladimír Mikulka (* 11. prosince 1950 Praha) je český kytarista světového významu.
Narodil se v Praze na Malé Straně. Jako devatenáctiletý se stal ještě jako student konzervatoře (žák profesora Jiřího Jirmala) nejmladším vítězem v historii prestižní Mezinárodní kytarové soutěže pořádané francouzskou společností ORTF. Poté začal ve Francii nahrávat pro rozhlas a televizi.